# 史提芬·魯斯迪卡
史提芬·魯斯迪卡（英語：Steven Lustica，1991年4月12日—），是一名澳洲職業足球員，司職中場，現效力於澳職球會西部聯。
2011年加盟克罗地亚足球联赛的夏德後過得不如意，外借加盟獅吼後獲得上陣機會。2013年加盟阿德萊德聯，翌年轉會獅吼。